# Diana Turbay
Diana Consuelo Turbay Quintero (Bogotá, 9 de marzo de 1950-Medellín, 25 de enero de 1991) fue una abogada, periodista, empresaria de medios de comunicación y activista pacifista colombiana de ascendencia libanesa.
Como periodista, fue directora del Noticiero Criptón desde 1987 hasta su asesinato en 1991, y de la revista Hoy Por Hoy, de 1985 hasta 1991 también. Como hija mayor del político liberal y presidente Julio César Turbay, fue su secretaria privada, entre 1978 y 1982.

## Biografía
Su madre fue Nydia Quintero tuvo cuatro hijos. Ella tuvo tres hermanos más, entre los que se destaca Julio César Turbay Quintero, ex contralor general de la República.
Diana Turbay cursó estudios de Jurisprudencia en el Colegio Mayor de Nuestra Señora del Rosario de Bogotá y se graduó como abogada de la Universidad Santo Tomás.. Sin embargo, dedicó su vida al periodismo. Se desempeñó como directora y presentadora del noticiero de televisión Criptón y como editora de la revista Hoy por hoy.
Se casó en primeras nupcias con Luis Francisco Hoyos Villegas y de esta unión nació su hija María Carolina Hoyos Turbay. Tiempo después contrajo segundo matrimonio con Miguel Uribe Londoño, quien fue presidente de la Federación Nacional de Cacaoteros, con quien tuvo un hijo, Miguel Uribe Turbay, quien murió el 11 de agosto del 2025 a los 39 años de edad tras el atentado que sufrió en junio del mismo año.

## Secuestro
Diana Turbay fue secuestrada el 30 de agosto de 1990 por el grupo de Los Extraditables organizado por Dayro Cardozo Metaute "Comanche", y David Ricardo Prisco Lopera, comandados por Pablo Escobar quien quería presionar al presidente César Gaviria para que derogara el tratado de extradición. La estrategia de Escobar para secuestrarla fue engañar a Turbay para que aceptara una supuesta entrevista con Manuel Pérez Martínez  alias el Cura Pérez, comandante del ELN, dado que anteriormente Turbay había entrevistado a Carlos Pizarro Leongómez ayudando a la desmovilización del M-19.
Diana Turbay salió de Bogotá con cinco personas más, entre los cuales estaban Azucena Liévano, Hero Buss (un alemán que escribía artículos sobre Colombia para la BBC), Richard Becerra, Orlando Acevedo y Juan Vitta. La expedición fue instalada en una finca del municipio antioqueño de Copacabana y cuando preguntaron a un sicario en qué momento se encontrarían con El Cura Pérez, la respuesta fue: "No hay ningún cura Pérez, ustedes están en manos de Los Extraditables".
Diana Turbay intentó que le concedieran una entrevista con Escobar. Esto no fue posible, ya que él en varias ocasiones se negó a atenderla. Se tiene la teoría de que ella era utilizada por el capo como un escudo humano, ya que era trasladada a las fincas donde él estuviera. En caso de un operativo militar, él usaría la vida de la periodista para que nada le pasara.
Además del secuestro de Diana Turbay, Azucena Liévano y los otros miembros de la expedición, Los Extraditables secuestraron a Maruja Pachón, Francisco Santos Calderón, Marina Montoya y Beatriz Villamizar. Los detalles de este secuestro se narran en el libro Noticia de un secuestro de Gabriel García Márquez. La mayoría de los secuestrados fueron liberados después. Diana Turbay permaneció secuestrada junto a su camarógrafo Richard Becerra.
Mientras estuvo secuestrada, su hijo Miguel envió un mensaje de Año nuevo a su madre por medio del Noticiero Criptón.

## Asesinato
En una operación de rescate, efectuada en Copacabana (Antioquia), el 25 de enero de 1991 recibió una herida de bala en el hígado y el riñón izquierdo, pues según la versión oficial, fue asesinada por atrás por parte del ejército nacional de Colombia, mientras que otras versiones afirmaban que la bala provenía de las fuerzas de rescate. Según Jhon Jairo Velásquez, alias Popeye, en sus declaraciones a la prensa colombiana, Turbay murió a consecuencia de una bala de fusil (calibre 7,62 mm) que provenía al parecer de un helicóptero de la Fuerza Pública.
La periodista falleció usando ropa de campesina debido a que cuando los secuestradores se dieron cuenta de la presencia del operativo militar, la hicieron vestirse de esta manera para salir huyendo.
Posteriormente, el gobierno negó que se hubiera realizado una operación de rescate, incluso el presidente César Gaviria negó el operativo e informó que se habían encontrado a los carceleros y a los secuestrados por error, mientras que los miembros de la organización criminal decían todo lo contrario. Richard Becerra, compañero de secuestro, dijo que las últimas palabras de ella fueron: "Me mataron, Richard, me mataron".
Liévano quien había sido liberada con anterioridad, reconoció a David Ricardo Prisco Lopera, jefe de "Los Priscos", como el hombre que se hacía llamar Don Pacho, jefe del grupo de secuestradores y de quien prácticamente dependía su suerte durante el cautiverio.
Fue llevada por la Policía Nacional en un helicóptero al aeropuerto Olaya Herrera y de ahí en ambulancia al Hospital General de Medellín donde tres horas después murió a las 5:30 p.m. debido a un paro cardíaco, shock hipovolémico, ya que había perdido mucha sangre. En el quirófano los médicos siguieron todas las medidas de reanimación y se le abrió el tórax para hacerle masaje interno directo. En su organismo se encontraron destrozos en órganos vitales como el hígado, el riñón y la columna vertebral.
La madre de la periodista, Nydia Quintero, culpó de la muerte de su hija por igual a Pablo Escobar y al presidente César Gaviria. Al primero lo calificó de insensible e insensato, además de implorar infructuosamente por la liberación de su hija a través de cartas enviadas a Hermilda Gaviria, madre de Escobar, y aseguró que, el presidente, con indolencia y casi con frialdad e indiferencia, desoyó las súplicas para no rescatar a los periodistas y no poner así en peligro sus vidas. Aseguró, también, que el presidente, por presiones de Washington, demoró la promulgación de medidas que modifican, tal como lo habían solicitado Los Extraditables, los decretos sobre no extradición y rebaja de penas para quienes se entregaran voluntariamente.
Los restos de Diana Turbay reposan en el cementerio Jardines de Paz al norte de Bogotá.

## Homenajes
- Un año después de su muerte se creó la Fundación Diana Turbay que se encarga de la formación de periodistas.
- El programa de becas Diana Turbay de la fundación Solidaridad por Colombia ayuda a los jóvenes en sus estudios de educación superior.
- El presidente César Gaviria le entregó a la hija de Diana la Cruz de Boyacá como reconocimiento póstumo a la labor que ella efectuó por el periodismo colombiano.
- Se erigió una estatua en la Carrera Séptima de Bogotá en su memoria.
- Un barrio de Bogotá recibe el nombre de Diana Turbay, ubicado en la localidad de Rafael Uribe Uribe (Bogotá).
- La Institución Educativa Distrital Diana Turbay.
- Parque o plaza central Diana Turbay Q. en el municipio de La Palma